# Nebadhai Duttapukur
Nebadhai Duttapukur é uma vila no distrito de North 24 Parganas, no estado indiano de Bengala Ocidental.

## Demografia
Segundo o censo de 2001, Nebadhai Duttapukur tinha uma população de 19 882 habitantes. Os indivíduos do sexo masculino constituem 51% da população e os do sexo feminino 49%. Nebadhai Duttapukur tem uma taxa de literacia de 77%, superior à média nacional de 59,5%: a literacia no sexo masculino é de 82% e no sexo feminino é de 73%. Em Nebadhai Duttapukur, 9% da população está abaixo dos 6 anos de idade.